# Lindenborg
Lindenborg – miasto w Danii, w regionie Zelandia, w gminie Lejre.